# 華麗なる円舞曲 (ショパン)
『華麗なる円舞曲』（かれいなるえんぶきょく、仏: Trois grandes valses brillantes）作品34は、フレデリック・ショパンが作曲したピアノ独奏曲集で、全3曲からなるワルツ集である。『華麗なるワルツ』と表記される場合もある。

## 概要
ショパン初期の作品であり、華麗で演奏効果も高い。かつては第1、第2曲は1831年に、第3曲は、ジョルジュ・サンドとの深い恋愛が始まる1838年に作曲されたと考えられていたが、現在では第1曲が1835年、第2、第3曲が1838年に作曲されたと考えられている。
出版は1838年12月にライプツィヒのブライトコプフ・ウント・ヘルテル社よりされ、ほぼ同時にパリのシュルザンジェ社から『3つの華麗なる円舞曲』として出版された。
前曲の『華麗なる大円舞曲』が実用向きのワルツとして作曲されたのに対し、作品34の3曲においてようやく「舞踏詩」らしい性格が表れ始めているが、第1曲などはまだ実用向きの要素を含んでおり、同時代の作曲家であるロベルト・シューマンは「舞踏場で即興的に作られたもののように思われる」とコメントしている。
なお、日本では本作品は『華麗なる円舞曲』の邦題で定着し、作品18の『華麗なる大円舞曲』とは区別して表記されるが、海外では作品18と作品34の両作品とも "Grande Valse brillante" と表記し、区別しない場合もある。

## 構成
3曲ともそれぞれ別の人物に献呈されている（なお、（）内の番号は通し番号である）。

### 第1曲（第2番）変イ長調 作品34-1

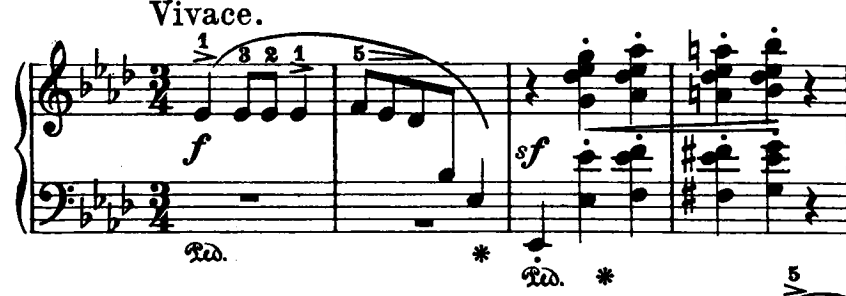
作品34-1の冒頭部分

アレグロ・ヴィヴァーチェ、変イ長調。トゥン＝ホーヘンシュタイン嬢に献呈された。
ショパンはこの曲を、1835年9月にボヘミアのカールスバート（カルロヴィ・ヴァリ）に湯治に来ていた両親を見送る途中に立ち寄ったトゥン＝ホーヘンシュタイン家で作曲し、同月15日に完成させている。
非常に華やかな曲想であり、規模内容共に充実したワルツである。序奏と7つの部分から構成され、序奏は前曲が4小節だったのに対し本曲は16小節となっている。序奏は属七の和音で始まり、両手のユニゾンの後にワルツ本体の第1部（変イ長調）へと移る。第1部は音階進行が急速に現れ、題名に恥じない展開である。続く第2部は変ニ長調から変イ長調へ、第3部では変ニ長調から変ホ長調、第4部では変ト長調から変ニ長調、第5部は変イ長調、第6部では変ニ長調から変イ長調へと転調し、華やかさが全曲を支配している。第7部は61小節もある長いコーダである。

### 第2曲（第3番）イ短調 作品34-2

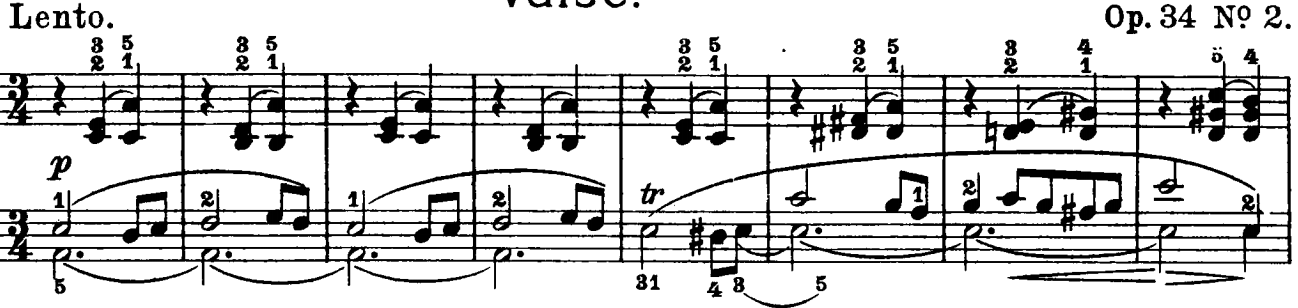
作品34-2の冒頭部分

レント、イ短調、ロンド形式。ディヴリー男爵夫人に献呈された。
前作後作の間にあって、哀愁に満ちた楽曲である。この曲がテンポの遅さや雰囲気から、「華麗なる」のタイトルにふさわしいかどうか、しばしば議論を呼んでいる。「華麗なる」が付かないただの「ワルツ（円舞曲）」とする出版社やCDも多い。
低音の空虚な5度音程の上に3度の主和音が主題を歌う。2回平行長調に転調する。コーダでは左手でホ長調のアルペッジョを弾いた後、主題が回想される。
ショパンがワルツの中でも特に気に入っていた作品といわれている。

### 第3曲（第4番）ヘ長調 作品34-3

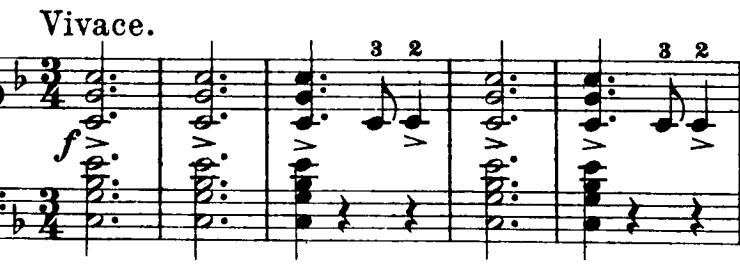
作品34-3の冒頭部分

ヴィヴァーチェ、ヘ長調。ショパンの門弟の1人であったディクール嬢に献呈された。
『猫のワルツ』の愛称で呼ばれることもあるが、これはこの曲の81小節目から126小節目に現れる上昇する旋律の各音に装飾音が付いている箇所が、あたかも猫が突然鍵盤の上に飛び上がって走り回っている様を連想させることからこう呼ばれるようになった。
曲は無窮動風の半旋律的なものであり、序奏と4つの部分から構成される。属七の和音を繰り返す序奏から始まり、第1部はヘ長調、第2部はロ長調、第3部はロ長調からヘ長調へと転調していき、第4部で最初の旋律が戻ってきて、最後に華々しくかつ騒々しい29小節もあるコーダへと至り、曲を閉じる。
なお、第11回ショパン国際ピアノコンクール（1985年）におけるスタニスラフ・ブーニンによる高速演奏は取り分け名高く、普通は曲目の間では拍手はしないコンクールであるにもかかわらず、演奏が終わるや感激のあまり聴衆が拍手を始めてしまうほどであった。日本においてはその様子をNHK（日本放送協会）が特集番組で放送したことがきっかけとなり、有名になった。